# Elva (miasto w Estonii)
Elva – miasto w południowo-wschodniej Estonii w prowincji Tartumaa, liczy ok. 6,3 tys. mieszkańców (2005).
Znajduje tu się stacja kolejowa Elva, położona na linii Tartu – Valga.

## Osoby urodzone w Elvie
- Kevin Maltsev, skoczek narciarski